# Humberto Cholango

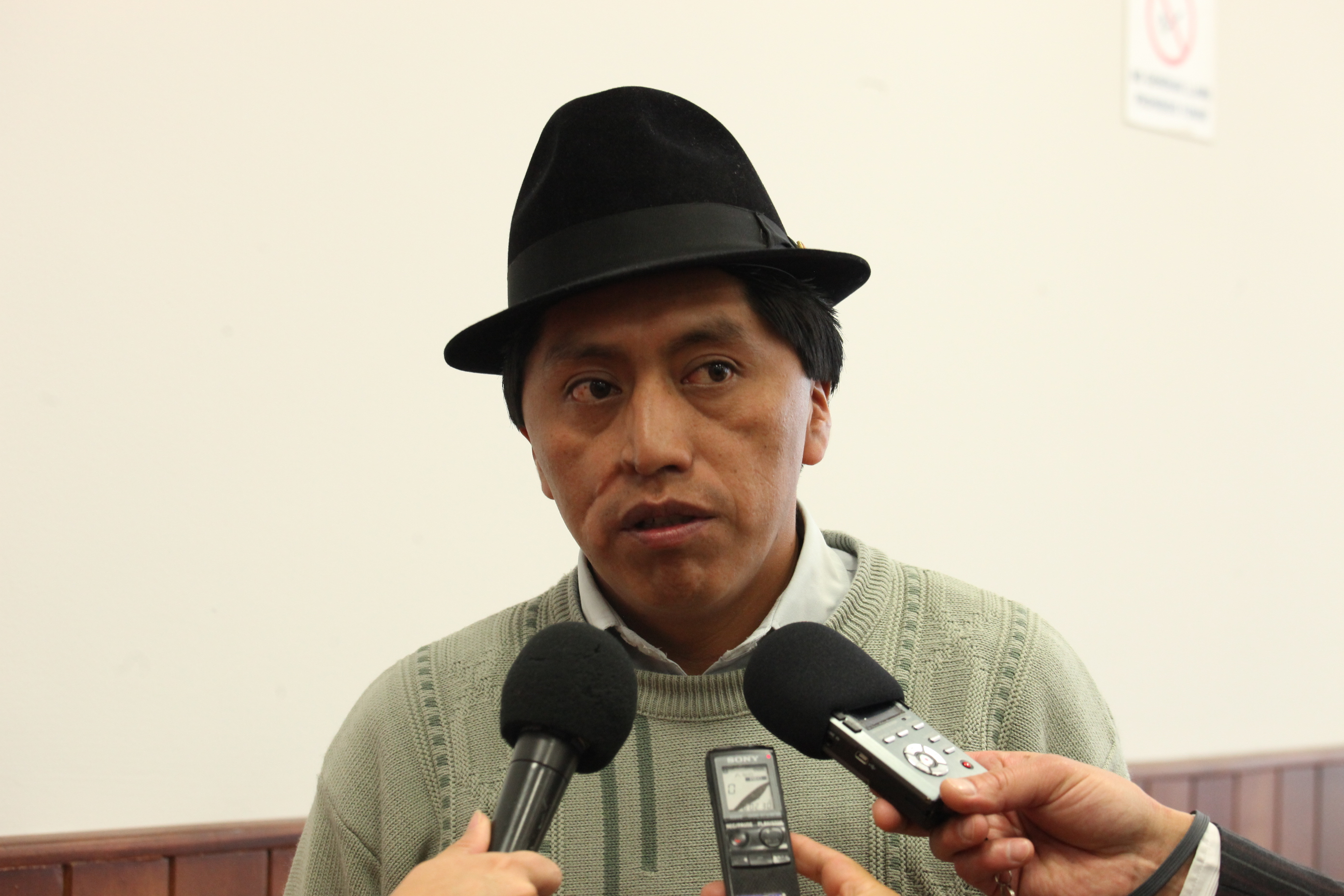
Humberto Cholango (2013)

Humberto Cholango (* 1975 in Los Andes, Cangahua, Provinz Pichincha) ist ein ecuadorianischer Landwirt und Politiker mit ethnischem Kichwa-Hintergrund. Er war von 2003 bis 2009 Vorsitzender der indigenen Organisation ECUARUNARI. Seit April 2011 ist er Vorsitzender des indigenen Dachverbandes CONAIE.
Bereits als Kind übernahm Humberto Cholango Aufgaben in der Gemeinde, als sein Vater Bürgermeister war. Aus Mangel an Personen, die lesen und schreiben konnten, wurde er Sekretär der Gemeinde, als er in die zweite Klasse der Primarschule ging.
Humberto Cholango war an der Gründung des Verbandes Corporación de Organizaciones indígenas y Campesinas de Cangahua (COINCCA, zuvor UNOIN) beteiligt und leitete den Bildungsbereich derselben. Darüber hinaus war er Vorsitzender der Jugendgruppe Intipa Churikuna (Kichwa, „Kinder der Sonne“) sowie Gründer des Rundfunkstation Radio Intipacha („Sonnenzeit“ oder „Sonnenwelt“). Er war auch der erste Koordinator der Konföderation der Kayampi.
Bei ECUARUNARI war er ab 2000 zunächst für Jugend und Bildung zuständig, ehe er 2003 zum Präsidenten von ECUARUNARI gewählt wurde. Dieses Amt hatte er bis zum Dezember 2009 inne, als er von Delfín Tenesaca abgelöst wurde.
In der Nacht vom 2. zum 3. April 2011 wurde Humberto Cholango auf einer Delegiertenversammlung in Puyo (Provinz Pastaza) zum Vorsitzenden des gesamtecuadorianischen Indigenenverbandes CONAIE gewählt, wobei er von 1050 Delegierten 472 Stimmen bekam und so vor Auki Tituaña aus Cotacachi (353 Stimmen) und dem Shuar Pepe Acacho (205 Stimmen) lag.
Humberto Cholango ist mit Susana Quilumbaquin verheiratet, mit der er zwei Kinder hat.